# Кузнецка котловина
Кузнѐцката котловѝна (на руски: Кузнецкая котловина) е междупланинска котловина в южната част на Западен Сибир, простираща се на територията на Кемеровска и Новосибирска област в Русия. Разположена е между планината Кузнецки Алатау на изток, Салаирското възвишение (на руски Салаирски кряж) на запад и планините на Горна Шория на юг, а на север е широко отворена към югоизточната част на Западносибирската равнина. Дължина от север-северозапад на юг-югоизток 400 km, ширина 100 – 120 km, площ 70 хил.km2. Средна надморска височина от 200 m на север до 400 – 500 m на юг.

## Геоложки строеж
В геоложко отношение котловината представлява голямо пропадане, станало в края на камбрия и запълнено впоследствие палеозойски, мезозойски и кайнозойси седименти. Първите прояви на въгленостност се отнасят към средата на девона, над които чак до визейския етаж на карбона залягат невъгленосни морски наслаги. Започвайки от намюра, когато котловината е станала междупланинско понижение се формира основния въглищен пласт (от долния карбон до юрата включително), изграден от пясъчно-глинести наслаги с многочислени въглищни пластове. Над тях са разположени разпокъсани и маломощни наслаги от горната креда и кайнозоя. Изходите на въгленосните свитъци на повърхността се разполагат почти концентрично (от по-старите по периферията и по-младите в центъра) и образуват голям синклинорий във вид на неправилен четириъгълник, разтегнат от югоизток на северозапад. Въгленосните наслаги вътре в синклинория в различна степен са деформирани. Покрай западната, северозападната и югозападна периферия се разполага зона на интензивна нагънатост с линейни, тесни, а на места обърнати гънки. Близо до центъра се намира зона на изолирани нагънати структури. Източната част представлява зона с моноклинално залягане и полегати гънки с общ наклон на въгленосните пластове към оста на котловината.

## Географска характеристика

### Релеф
Релефът на котловината представлява вълниста равнина, разчленена от гъста речна мрежа. Равните и плоските междуречия са характерни за западните ѝ части, а на изток дълбочината на разчленяването нараства. В централните ѝ части се издигат ниски възвишения (Тарадановски, Салтимарковски, Каракански) с височина до 600 – 740 m, изградени от мезозойски базалти.

### Климат, реки
Климатът е рязко континентален. Средна януарска температура около –18 °C, средна юлска 18-20 °C. Годишна сума на валежите 350 – 500 mm.
Главните реки в котловината са Том и Иня, десни притоци на Об, които заедно със своите многочислени притоци образуват гъста речна мрежа. Долините на реките са добре разработени, като в тях добре са представени речните тераси, изградени от алувиални наслаги, препокрити обичайно от льосовидни пясъци и глини с мощност до 10 – 20 m.

### Почви, растителност
В Кузнецката котловина преобладават тревисто-коиловите степи развити върху излужени черноземи, а в долините тук-таме са се съхранили брезово-осикови горички. Централната част на котловината е типична лесостеп с излужени и деградирали черноземни и тъмносиви слабооподзолени почви развити под редки брезови гори. Югоизточните и източните по-високи части са заети от елово-осикова тайга, развита върху светлосиви силно оподзолени почви, а по склоновете – върху каменливи почви. Естествените ладшафти на котловината са силно изменени от стопанската дейност на човека, като значителни участъци от степните пространства са разорани.

## Стопанство
На територията на Кузнецката котловина е разположен един от най-големите в света въглищни басейни – Кузнецкия въглищен басейн, на базата на който се е развил един от най-гъсто населените и големи промишлени райони на Западен Сибир. Широко застъпено е и земеделието като се отглеждат основно пшеница, овес, ръж, картофи. Близо до големите градове Кемерово, Новокузнецк, Прокопевск и множество по-малки се развива овощарството, месо и млечното животновъдство.